# Georgina Wheatcroft
Georgina Wheatcroft est une curleuse canadienne née le 30 novembre 1965 à Nanaimo, au Canada.

## Palmarès

### Jeux olympiques
| Édition    | Salt Lake City 2002 |
| Classement | Bronze              |

### Championnats du monde
| Édition    | Chicago 1987 | Glasgow 2000 |
| Classement | Or           | Or           |